# Kostel svatého Ducha (Opava)
Kostel svatého Ducha v Opavě je jednolodní původně gotický kostel, který byl v letech 1690–1767 barokizován. Společně s minoritským klášterem je chráněn jako kulturní památka České republiky.

## Historie

### Příchodminoritůdo Opavy
Přesné datum vzniku kostela sv. Ducha i přilehlého minoritského kláštera není známo. Klášterní řádová kronika z roku 1827 na základě starších zpráv datuje vznik kláštera rokem 1234 a za jeho zakladatele označuje (údajného) opavského knížete Mečislava II. Barokní řádová tradice spojuje vznik kláštera s piastovským knížetem Mečislavem II. a s rokem 1238, jehož fundaci údajně o rok později potvrdil český král Václav I. Žádné středověké prameny však o datech 1234 nebo 1238 a ani o knížeti Mečislavovi jako o zakladateli opavského minoritského kláštera a kostela nic neví. Je však možné, že se v těchto zkomolených informacích ozývá reálná zmínka o působení minoritů v Opavě už ve 30. letech 13. století. Samotný klášter v Opavě však vznikl teprve ve druhé polovině 40. let 13. století a poprvé se v pramenech zmiňuje 3. dubna 1250, kdy byl na provinciální kapitule v Hradci Králové opavský minoriotský konvent přijat mezi kláštery česko–polské provincie. Za možného fundátora kostela je pak v literatuře uváděn tehdejší moravský markrabě Přemysl. Výstavba kostela pokračovala a pravděpodobně už v roce 1265 (toho roku se v přilehlém klášteře konala kapitula česko-polské minoitské provincie), nejpozději pak do roku 1269 byl dokončen reprezentativní kostelní presbytář.

### Výstavba kostela a jeho gotické přestavby
U minoritů neobvyklé patrocinium kostela spolu s archeologickými nálezy vyvolává otázku, zdali se na místě pozdějšího minoritského areálu nenacházel špitál s kaplí, ke které byli minorité uvedeni, a která po jejich příchodu mohla sloužit jako provizorní klášterní kostel.
Pravděpodobně už v roce 1265 byl dokončen alespoň chrámový presbytář. Toho roku totiž 24. května v přilehlém klášteře zasedala provinční kapitula. Jmenovitě se pak existující presbytář kostela zmiňuje v roce 1269. Na stavbu presbytáře navázala v 70. a 80. letech 13. století výstavba lodi kostela. Pravděpodobně v letech 1336–1347 nahradil původní presbytář nový přes dvacet metrů vysoký chór s hrobkou opavských Přemyslovců, který nápadně převyšoval starší raně gotickou loď. Na severní straně presbytáře pak byla přistavěna mohutná hranolová věž.
Dne 31. července 1431 postihl Opavu katastrofální požár, při kterém vyhořel i minoritský klášter s kostelem svatého Ducha. Během požáru došlo ke zřícení části kleneb v presbytáři kostela. Kostel byl po požáru provizorně zastřešen, ale k jeho rekonstrukci došlo pravděpodobně až v druhé polovině 15. století. Pravděpodobně špatný stav kostela vedl ke ztrátě zájmu opavského knížete Viléma o rodové pohřebiště. Vilém totiž před rokem 1452 nechal vystavět novou pohřební kapli při farním kostele Panny Marie. Teprve v 60. letech 15. století se finanční situace opavských minoritů zlepšila a dovolila jim financovat pozdně gotickou přestavbu presbytáře, který byl poněkud snížen a nově zaklenut síťovou klenbou.

### Reformace a protireformace
Na počátku 17. století v době opavských protestantských bouří byl kostel protestanty vypleněn.
| „ | Léta 1604 někteří věrní JMCé k víře katolické se přiznávající v druhú neděli po hromnicích ráno do kostela sv. Ducha ke mši sv. jsou přišli. A když kněz při oltáři velkém stál a mši sv. sloužil, několik set rebellantův, všelijakých řemeslníkův, v městě Opavě na horním rynku jsou se shromáždili, mnohé zpívání a křik veliký, že se po rynku rozléhalo, jsou nastrojili. Potomně bez všeliké příčiny dané jako vojsko s hřmotem a křikem velikým, majíce někteří veliké kameny v rukou, někteří s braněmi svými kvaltovně do kostela našeho slyšíc zvonění vpád jsou učinili a tu hned kamením ukrutně jsou házeli a velikou moc provodili. Vidíce to lid, který do kostela k službě boží byli přišli ... z kostela utéci a kdež kdo mohl skrýti se musel. Vida kněz z bratří mých, který při oltáři sloužil, že tak veliké množství rebellantův do kůru se hnali a jeho kamenovati chtěli a uslyšev také, že jeden na druhého volali německým jazykem: Schlag tot, schlag tot! před nimi do sakristie ustoupil a dveře za sebou zavřel, kalich a hostii na oltáři zanechal a pokudž oni na dvéře k němu se dobývali, jest jedno okno odtrhnul, do zahrady klášterní vyskočil a utéci musel. Potomně někteří z rebellantův na kazatedlnici jsou vztoupili a všelijakou nevážnost provedli a jak jeden z nich s kazatedlnice sstoupil, druhý zase nahoru vztoupil, na ní rozpustilost a velikú bezbožnost jsou provodili, lehkomyslně zpívali a právě pohanským a hovadským způsobem chrám boží jsou poškvrnili, graduál a antifonář pergamenový, kterýž na pulpitě ležel a za mnoho zlatých koupen jest, všecken popsovali, obrazy některé na oltáři potlúkli. Potom jeden přišel ke mně s velikým kamenem a chtěl mne udeřiti na hlavu, v tom jsem já odešel, pak druzí velkým houfem na mne přiběhli, třikráte jsú mne kameny udeřili, tak dobře že jsem se pokořil a sotva s velkú prací do nebožtíka p. hejtmana domu utéci jsem musel... | “ |
| — Kvardián u sv. Ducha Alexandr Paenatius v dopise opavskému zemskému hejtmanovi Šťastnému Mošovskému z Moravičína | |   |

V letech 1610–1611 nechal Pertold Tvorkovský z Kravař snést korunu gotické věže a nechal ji nahradit hranolovým nástavcem otevřeným v několika patrech dvojicemi a trojicemi lomených oken.
Pozdně gotické klenby presbytáře byly zničeny během velkého požáru Opavy 24. května 1689. K opravám přistoupili minorité hned v následujícím roce. V rámci oprav bylo zdivo presbytáře sníženo nejméně o 4 metry a kostel byl nově zaklenut. Zazděná gotická okna byla nahrazena novými barokními. Barokní úpravy kostela pokračovaly i v dalších letech. Např. v roce 1712 byl v kostele postaven nový hlavní oltář, který zhotovil Adam Erdt opatřený obrazem od Gottfrieda Herberta. Roku 1714 byl kostel rozšířen o tři kaple, které vznikly částečně na úkor sousedního kláštera klarisek. V letech 1724–1725 vymaloval klenby kostela Jan Kryštof Handke.
| „                    | V roce 1724 jsem od jeho důstojnosti pana P. Crysanta, kvardiána minoritského kláštera v Opavě, dostal zakázku na fresku v tamním kostele. Bylo za to smluveno 1100 zl. Byl jsem s tím za jedno léto hotov. | “ |
| — Jan Kryštof Handke | |   |

Ve stejné době namaloval Handke na objednávku opavského lékárníka Nováka pro kostel i oltářní obraz Stigmatizace sv. Františka z Assisi. V 30. letech 18. století pak bylo upraveno západní průčelí kostela. V roce 1785 byla při kostele svatého Ducha zřízena druhá opavská městská fara. I to přispělo k tomu, že období josefínských reforem přečkal kostel s klášterem bez ohrožení. Dne 20. června 1790 byl kostel postižen požárem, při kterém byla mimo jiné zničena krypta s náhrobky opavských knížat, která byla následně zasypána. Kostel byl opraven v letech 1790–1794. Kostel byl tehdy nově vymalován opavským malířem Ignácem Güntherem. Nový oltář vyřezal v roce 1794 Karl Kraus a kazatelnu zhotovil v letech 1793–1794 stolař Josef Lull. Dne 28. září 1811 byla v kostele sv. Ducha provedena Mše c-moll od Ludwiga van Beethovena za účasti samotného skladatele. Provedení řídil regenschori Josef Schmidt a sopránové sólo zpíval dvanáctiletý student opavského gymnázia Aloys Fuchs.

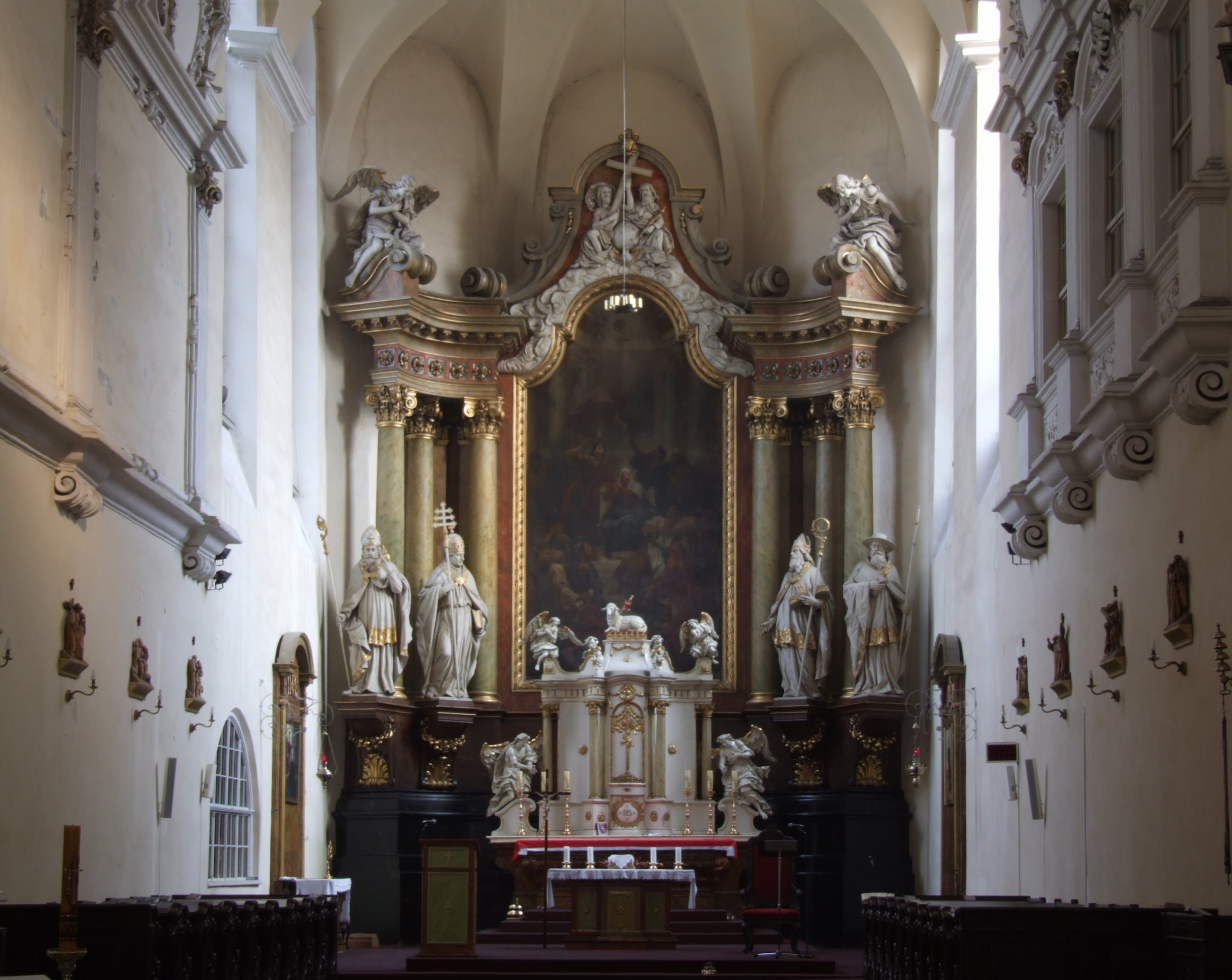
Pohled na oltář v kostele svatého Ducha v Opavě

V roce 1827 bylo podle návrhu opavského krajského inženýra Johanna Antona Englische realizováno ukončení věže kostela. Opravy provedli klempíři Jan a František Krämerové a stolař Ignác Weinkopf. Na věži kostela byly instalovány hodiny, které zhotovil opavský hodinář Václav Spurný st.

### Po roce 1945
Vojenské operace v závěru 2. světové války výrazně poškodily minoritský kostel včetně věže. V následujících letech probíhaly opravy, které byly ukončeny rekonstrukcí věže kostela. Projekt zpracoval architekt Karel Gajovský z Ostravy. Pro podobu věže byl zvolen stav z konce 17. století rekonstruovaný pravděpodobně podle tzv. „požárního obrazu Opavy“. Věž měla být zakončena zvoncovitou střechou s cibulovou bání s dvěma odsazenými lucernami a završená makovicí s křížem. Přičemž výška zakončení věže měla dosahovat přibližně 21 metrů. Během příprav byl ale v roce 1957 ve sbírkách Slezského zemského muzea nalezen plánová skica Englischovy opravy z roku 1827. Od původně plánovaného zastřešení bylo ustoupeno a byla nahrazeno replikou Englischova zastřešení věže. Kromě nálezu zmíněné skici vedla k přehodnocení postoje i nižší výška Englischova řešení, která lépe odpovídala statice věže. Finanční důvody ale zabránily rekonstrukci věžních hodin, jejichž pozůstatky se dosud nacházejí ve zvonicovém patře věže. V nedávné minulosti byly v provozních prostorách chrámu nalezeny dva dřevěné modely věží, které znázorňují dvě uvažované alternativy poválečných řešení. Modely byly zásluhou tehdejšího správce farnosti P. Miroslava Palucha OFMConv. předány do sbírek uměleckohistorického oddělení Slezského zemského muzea v Opavě.